# Challenger de Manerbio
El Antonio Savoldi–Marco Cò – Trofeo Dimmidisì es un torneo profesional de tenis. Pertenece al ATP Challenger Series. Se juega desde el año 1999 sobre pistas de tierra batida, en Manerbio, Italia.

## Palmarés

### Individuales
| Año  | Campeón                 | Finalista                | Resultado          |
| ---- | ----------------------- | ------------------------ | ------------------ |
| 2019 | Federico Gaio           | Paolo Lorenzi            | 6–3, 6–1           |
| 2017 | Roberto Carballés Baena | Guillermo García López   | 6–4, 2–6, 6–2      |
| 2016 | Leonardo Mayer          | Filip Krajinović         | 7–6(7–3), 7–5      |
| 2015 | Andrey Kuznetsov        | Daniel Muñoz de la Nava  | 6–4, 3–6, 6–1      |
| 2011 | Adrian Ungur            | Peter Gojowczyk          | 4–6, 7–6(7–4), 6–2 |
| 2010 | Robin Haase             | Marco Crugnola           | 6–3, 6–2           |
| 2009 | Federico del Bonis      | Leonardo Tavares         | 6–1, 6–3           |
| 2008 | Victor Crivoi           | Christophe Rochus        | 7–6, 6–2           |
| 2007 | Jiří Vaněk              | Éric Prodon              | 6–0, 6–4           |
| 2006 | Andreas Vinciguerra     | Adrián García            | 7–6, 6–1           |
| 2005 | Oliver Marach           | Melle van Gemerden       | 6–3, 6–2           |
| 2004 | Nicolás Almagro         | Francesco Aldi           | 7–6, 6–4           |
| 2003 | Olivier Patience        | Martín Vassallo Argüello | 3–6, 6–3, 7–6      |
| 2002 | David Ferrer            | Vadim Kutsenko           | 6–2, 6–0           |
| 2001 | Attila Sávolt           | Irakli Labadze           | 7–5, 6–2           |
| 2000 | Stefano Tarallo         | Kris Goossens            | 6–3, 6–4           |
| 1999 | Attila Sávolt           | Thierry Guardiola        | 6–4, 7–6           |

### Dobles
| Año  | Campeones                              | Finalistas                             | Resultado             |
| ---- | -------------------------------------- | -------------------------------------- | --------------------- |
| 2019 | Fabrício Neis Fernando Romboli         | Sadio Doumbia Fabien Reboul            | 6–4, 7–6(7–4)         |
| 2017 | Romain Arneodo Hugo Nys                | Mikhail Elgin Roman Jebavý             | 4–6, 7–6(7–3), [10–5] |
| 2016 | Nikola Mektić Antonio Šančić           | Juan Ignacio Galarza Leonardo Mayer    | 7–5, 6–1              |
| 2015 | Flavio Cipolla Daniel Muñoz de la Nava | Gero Kretschmer Alexander Satschko     | 7-6(7–5), 3-6, [11-9] |
| 2011 | Dustin Brown Lovro Zovko               | Alessio di Mauro Alessandro Motti      | 7–6(7–4), 7–5         |
| 2010 | Robin Haase Thomas Schoorel            | Diego Junqueira Gabriel Trujillo-Soler | 6–4, 6–4              |
| 2009 | Alessio di Mauro Simone Vagnozzi       | Yves Allegro Jesse Huta Galung         | 6–4, 3–6, [10–4]      |
| 2008 | Thomas Fabbiano Boris Pašanski         | Massimo Dell'Acqua Alessio di Mauro    | 7–6, 7–5              |
| 2007 | Antal van der Duim Boy Westerhof       | Frederico Gil Alberto Martín           | 7–6, 3–6, [10–8]      |
| 2006 | Gabriel Moraru Adrian Ungur            | Michał Przysiężny Federico Torresi     | 6–3, 6–3              |
| 2005 | Melle van Gemerden Rogier Wassen       | Daniel Köllerer Oliver Marach          | 6–3, 6–4              |
| 2004 | Petr Luxa Martin Štěpánek              | Johan Landsberg Rogier Wassen          | 6–4, 6–2              |
| 2003 | Mariusz Fyrstenberg Marcin Matkowski   | Nicolás Almagro Roberto Menendez-Ferre | 6–2, 6–4              |
| 2002 | Mariusz Fyrstenberg Marcin Matkowski   | Anthony Ross Dušan Vemić               | 6–4, 7–6              |
| 2001 | Attila Sávolt Thomas Strengberger      | Alessandro Da Col Andrea Stoppini      | 7–5, 7–5              |
| 2000 | Jordan Kerr Damien Roberts             | Bernardo Mota Ladislav Švarc           | 7–6, 6–4              |
| 1999 | Thomas Strengberger Massimo Valeri     | Federico Browne Francisco Cabello      | 6–3, 6–3              |